# Pâtes La Lune
Les Pâtes La Lune était une entreprise française spécialisée dans le secteur agroalimentaire et plus particulièrement dans la production de pâtes créée à Saint-Etienne-de-Cuines (Savoie) par la Jean Pierre Bozon-Verduraz et son fils Emmanuel en 1884.
L'entreprise a été liquidée le 31 décembre 1952.

## Historique
Entre 1884 et 1952, l'entreprise des Pâtes La Lune emploie jusqu’à 750 personnes simultanément et en 1925, la production quotidienne est alors de 125 tonnes.
L'entreprise ferme ses portes le 31 décembre 1952.
En 1953, intervient la fusion entre la société grenobloise Biscuits Brun et la société  Établissements Bozon et Verduraz pour devenir Biscuits Brun-Pâtes La Lune qui lance un slogan qui connaît alors un grand succès : "Pour chacun, pour chacune, biscuits Brun, pâtes La Lune".
En 1960, après que l'activité des pâtes est séparée de celle des biscuits, le groupe Forgeot rachète celle des pâtes et s'associe avec Panzani.
En 1963 la société qui gère celle des biscuits est renommée Biscuits Brun. Brun devient ensuite la première biscuiterie européenne et en 1968 est retenue comme sponsor officiel des Jeux olympiques de Grenoble.
Pour faire face à la concurrence européenne, toujours en 1968, la biscuiterie fusionne avec cinq autres pour donner naissance au groupe "LU-Brun & Associés". Le 31 décembre 1989, l'entreprise grenobloise ferme définitivement ses portes . Il reste de cette aventure industrielle le  "Petit Brun extra", un biscuit géré successivement par le groupe BSN puis par la multinationale Mondelez International.